# Craterellus verrucosus
Craterellus verrucosus é uma espécie de fungo pertencente à família Cantharellaceae.